# Ledebouria insularis
Ledebouria insularis là một loài thực vật có hoa trong họ Măng tây. Loài này được A.G.Mill. mô tả khoa học đầu tiên năm 2004.